# Buethwiller
Buethwiller je občina v departmaju Haut-Rhin francoske regije Alzacija.
Leta 2008 je v občini živelo 281 oseb oz. 73 oseb/km².